# Jean-Marie Descarpentries
Jean-Marie Descarpentries est un dirigeant d'entreprise français, ne le 11 janvier 1936 à Lecelles (Nord).

## Biographie
Jean-Marie Descarpentries est originaire du Nord de la France. Il est admis à l'École polytechnique dans la promotion 1956.
Il effectue son service militaire pendant la guerre d’Algérie comme lieutenant parachutiste sous les ordres du général Bigeard, puis commence sa carrière professionnelle, en 1962, dans le groupe pétrolier Shell.
Il devient ensuite consultant chez McKinsey avant de diriger des filiales de BSN (actuellement Danone) et Saint-Gobain.
En 1982, il prend la direction de Carnaud, ensuite renommé Carnaud Metalbox, qui devient sous sa houlette le leader européen de l'emballage. Il quitte cette société en 1991, après des critiques sur sa gestion de l’OPA réalisée sur la société anglaise Metalbox.
De 1993 à 1997, il est appelé à diriger le groupe informatique Bull, alors déficitaire. Il a pour mission de la redresser pour la conduire rapidement à la privatisation.
Il dirige plus tard la société Ingenico. En juin 2005, il devient président du conseil de surveillance du groupe d'ingénierie Ginger.
Il a été président de la Fondation nationale pour l'enseignement de la gestion des entreprises (FNEGE), fondée en 1968. Il sera ensuite le président d'honneur de la Fondation nationale pour l'enseignement de la gestion des entreprises
, de la Fondact et de l'Observatoire de l'immatériel (dont il est l'un des membres fondateurs). Il a également été membre de plusieurs conseils d'administration comme administrateur indépendant.

## Publication
- L'Entreprise réconciliée, coécrit avec Philippe Korda, éditions Albin Michel, 2007  (ISBN 2226180524).

## Distinctions
- Le magazine américain Fortune le classe en 1989 parmi les « 25 chefs d’entreprise mondiaux les plus fascinants ».
- Chevalier (1987) puis officier de la Légion d'honneur (1995)[7].
- Officier de l'ordre national du Mérite[Quand ?].